# Don't Touch the Light
Don't Touch the Light è il primo album in studio dei Bonfire, uscito nel 1986 per l'etichetta discografica RCA Records.

## Tracce
1. Intro (Deisinger, Huelshorst, Lessmann, Mailer-Thorn, Ziller) 1:57
2. Starin' Eyes (Lessmann, Maier-Thorn) 4:09
3. Hot to Rock (Deisinger, Lessmann, Ziller)4:12
4. You Make Me Feel (Lessmann, Ziller) 4:44
5. Longing for You (Lessmann, Maier-Thorn, Ziller) 3:45
6. Don't Touch the Light (Lessmann, Maier-Thorn, Ziller) 4:30
7. Sdi (Lessmann, Maier-Thorn, Ziller) 5:46
8. No More (Lessmann, Ziller)	4:10
9. L.A. (Lessmann, Ziller) 4:38

## Formazione
- Claus Lessmann - voce
- Hans Ziller - chitarra
- Horst Maier-Thorn - chitarra
- Joerg Deisinger - basso
- Dominic Huelshorst - batteria